# Jennifer Kent
Jennifer Kent (Brisbane, 5 marzo 1969) è un'attrice, sceneggiatrice e regista australiana.
È nota soprattutto per il film horror del 2014 Babadook, che è stato il suo debutto come regista cinematografica.

## Biografia
Kent è nata a Brisbane, in Australia. Ha iniziato a scrivere storie all'età di sette anni. Come affermato dalla stessa Kent, da giovane ha scelto la recitazione «non essendo davvero consapevole, a quell'età, che le donne potessero dirigere film». Nel 1991 si è diplomata nelle arti recitative presso il National Institute of Dramatic Art.

### Carriera da attrice
Kent ha iniziato la sua carriera da attrice lavorando principalmente in televisione. Ha fatto parte del cast principale della serie Murder Call, ideata da Hal McElroy, interpretando Constable Dee Suzeraine. È apparsa in alcuni episodi delle serie australiane All Saints, Polizia squadra soccorso e Above the Law e ha avuto un ruolo minore nel film Babe va in città. Inoltre ha insegnato recitazione per 13 anni, in instituzioni di spicco quali il National Institute of Dramatic Art e l'Australian Film Television and Radio School.

### Carriera da regista
Dopo aver perso interesse nella recitazione, Kent è stata ispirata dalla visione di Dancer in the Dark di Lars von Trier nel perseguire la carriera di regista. Ha scritto a von Trier, chiedendogli di studiare sotto di lui e spiegandogli la sua avversione all'idea di seguire corsi di cinema. Nel 2002 von Trier le ha permesso di assisterlo come aiuto regista sul set del film Dogville.
Nel 2005 ha diretto Monster, cortometraggio che è stato proiettato in oltre 50 festival nel mondo, mentre nel 2006 ha girato un episodio di Two Twisted, una serie televisiva australiana ispirata ad Ai confini della realtà.
Nel 2014 ha adattato il cortometraggio Monster in un lungometraggio intitolato Babadook, interpretato dall'attrice Essie Davis, che aveva conosciuto a scuola di recitazione. Dopo essere stato proiettato in anteprima al Sundance Film Festival nel 2014 nella sezione "Midnight", il film è stato distribuito negli Stati Uniti da IFC Films. Badadook è stato acclamato dalla critica ed è stato un successo al botteghino, incassando più del doppio delle sue spese di produzione.
In merito alla scarsità di donne regista nel cinema horror, Kent ha dichiarato alla stampa: «La cosa cambierà, come tutto al mondo. Le donne amano guardare film spaventosi. È stato dimostrato, e i dati demografici mostrano metà uomini e metà donne. E noi sappiamo cos'è la paura. Non è una tematica che non sappiamo esplorare».

### Carriera da scrittrice
Alla fine del 2014 Kent ha annunciato che, vista la grande richiesta, nel 2015 sarebbe stato pubblicato in edizione limitata il libro animato Mister Babadook ispirato a quello che compare nel film Babadook. Il libro è stato scritto da Kent in collaborazione con l'illustratore Alex Juhasz, e ha venduto tutte le 6200 copie che sono state stampate.

## Filmografia

### Attrice

#### Cinema
- Il pozzo (The Well), regia di Samantha Lang (1997)
- Babe va in città (Babe: Pig in the City), regia di George Miller (1998)
- Preservation, regia di Sofya Gollan (2003)

#### Televisione
- The New Adventures of Black Beauty - serie TV, 11 episodi (1992)
- Wandin Valley (A Country Practice) - serie TV, 1 episodio (1992)
- G.P. - serie TV, 1 episodio (1993)
- Polizia squadra soccorso (Police Rescue) - serie TV, 2 episodi (1996)
- Murder Call - serie TV, 31 episodi (1997-2000)
- Above the Law - serie TV, 1 episodio (2000)
- All Saints - serie TV, 3 episodi (2001-2003)
- BackBerner - serie TV, 1 episodio (2002)

### Regista
- Monster - cortometraggio (2005)
- Two Twisted - Svolte improvvise (Two Twisted) - serie TV, episodio 1x13 (2006)
- Babadook (The Babadook) (2014)
- Dook Stole Christmas - cortometraggio (2014)
- The Nightingale (2018)

### Sceneggiatrice

#### Cinema
- Monster, regia di Jennifer Kent - cortometraggio (2005)
- Babadook (The Babadook), regia di Jennifer Kent (2014)
- Dook Stole Christmas, regia di Jennifer Kent - cortometraggio (2014)
- The Nightingale (2018)

#### Televisione
- Cabinet of Curiosities - serie TV, episodio 1x08 (2022-in corso)

## Riconoscimenti
- 2014 – NYFCC Awards
  - Miglior opera prima per Babadook

- 2014 – ADG Award
  - Miglior regista di un lungometraggio per Babadook

- 2014 – DFCS Awards
  - Candidatura alla miglior rivelazione per Babadook

- 2014 – CFCA Awards
  - Candidatura come regista più promettente per Babadook

- 2015 – AACTA Awards
  - Miglior regista per Babadook
  - Miglior sceneggiatura originale per Babadook

- 2015 – AFCA Awards
  - Miglior regista per Babadook
  - Candidatura alla miglior sceneggiatura originale per Babadook

- 2015 – FCCA Award
  - Miglior sceneggiatura per Babadook
  - Candidatura alla miglior regia per Babadook